# 서울시청 야구단
서울시청 야구단은 1963년부터 1964년까지 존재했던 실업 야구단이다.